# Liste der Venustransite des zweiten Jahrtausends

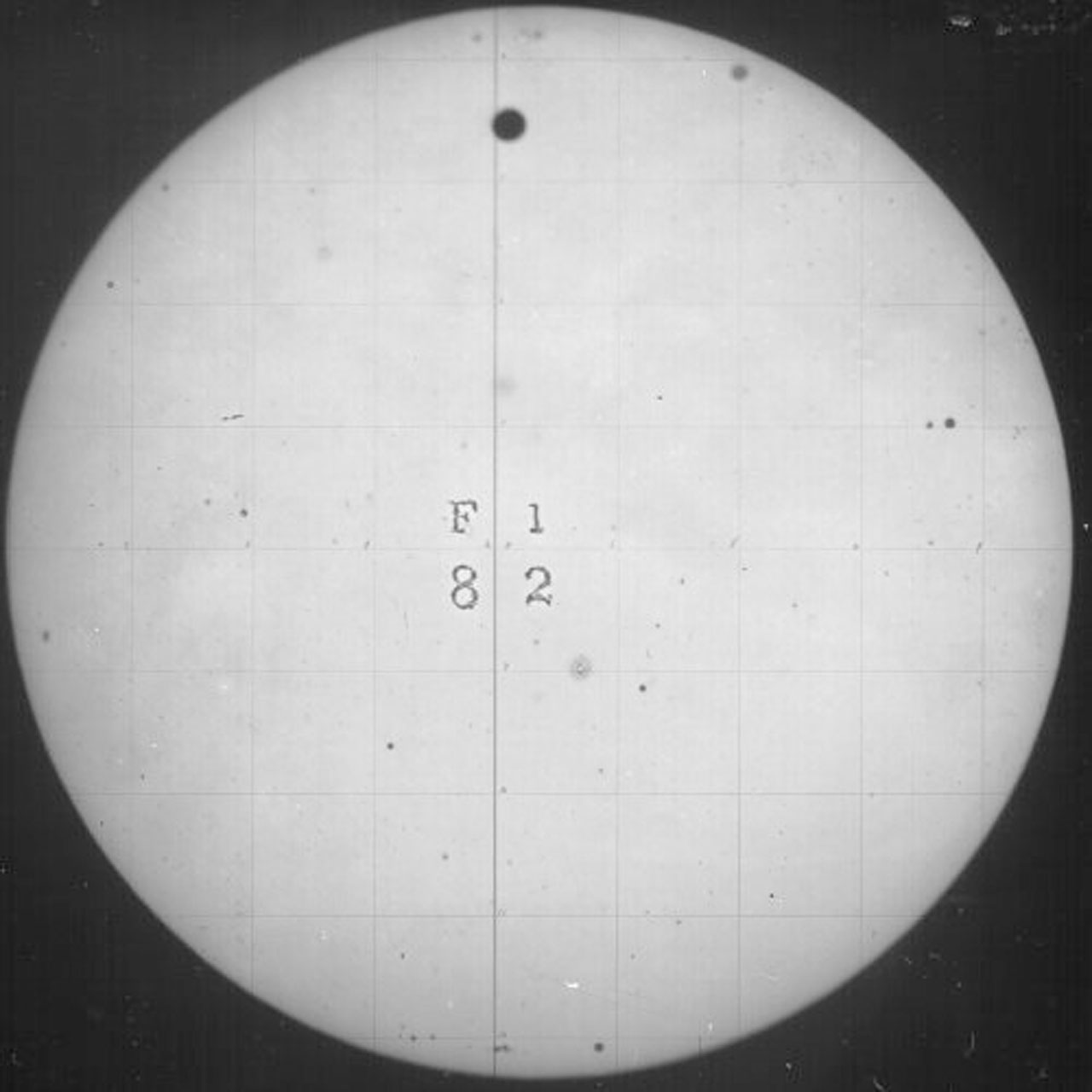
Fotografie des Venustransits von 1882

Die Liste der Venustransite des zweiten Jahrtausends enthält alle Venustransite der Jahre 1001 bis 2000, die von der Erde aus sichtbar waren.

## Übersicht

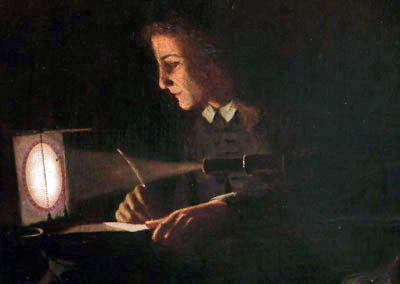
Jeremiah Horrocks beobachtet den Venustransit von 1639 (J. W. Lavender, 1903)

Im zweiten Jahrtausend ereigneten sich insgesamt 14 Venustransite. Der erste Transit fand am 24. Mai 1032 statt, der letzte dieses Zeitraums am 6. Dezember 1882. Es wird angenommen, dass alle acht Transite vor 1631 weder bekannt waren noch beobachtet wurden. Die erste Vorhersage eines Transits gelang dem deutschen Astronomen Johannes Kepler 1627, er verstarb allerdings 1630, ein Jahr vor dem nächsten Transit. Auch dem Franzosen Pierre Gassendi gelang die Beobachtung des Transits vom 7. Dezember 1631 nicht, da dieser von seinem Beobachtungsstandort Paris aus nicht zu sehen war. Die erste Beobachtung eines vorausberechneten Transits fand am 4. Dezember 1639 statt. Jeremiah Horrocks beobachtete den von ihm vorausberechneten Transit in Lancashire, konnte von dort aus allerdings nur den Beginn sehen. Alle späteren Transite wurden exakt vorausberechnet und durch teilweise groß angelegte Expeditionen beobachtet, um unter anderem die Astronomische Einheit genau zu berechnen. So unternahm beispielsweise James Cook seine ersten Südseereise, um den Venusdurchgang von 1769, der in Europa nur bei Sonnenuntergang zu sehen war, im Pazifik zu beobachten.
Ein Venustransit kann entweder am aufsteigenden oder absteigenden Bahnknoten eintreten. Die Transite am aufsteigenden Knoten fielen auf Ende November oder Anfang Dezember. Diese Form des Transits kam insgesamt sechs Mal vor. Folglich gab es im zweiten Jahrtausend acht Transite am absteigenden Knoten, die jeweils auf Ende Mai oder Anfang Juni fielen. Die Venus hatte bei einem Transit einen durchschnittlichen minimalen Abstand von 9′ 57,0″ zum Zentrum der Sonne. Der Transit mit dem geringsten Abstand fand 1153 statt, als die Venus mit einem Abstand von 5′ 7,6″ (etwa fünfmal so viel wie der scheinbare Durchmesser der Venusscheibe) vom Zentrum die Sonne passierte. Am weitesten entfernt vom Zentrum war sie 1631, als sie unter einem minimalen Winkel von 15′ 39,3″ an diesem vorbeizog.
Fast alle Transite dieses Jahrtausends traten paarweise auf, wobei jeweils knapp acht Jahre zwischen den Transiten lagen. Nach einem solchen Transitpaar gab es für über 100 Jahre keinen weiterer Venustransit. Zwei Transite fallen allerdings aus diesem Schema heraus: Bei den Venustransiten von 1153 und 1396 gab es keinen anderen Transit acht Jahre davor oder danach. Obwohl die Unteren Konjunktionen von 1145 und 1388 eigentlich in das Schema der „Achter-Paare“ gefallen wären, zog die Venus von der Erde aus gesehen während dieser Zeitpunkte ober- oder unterhalb der Sonnenscheibe vorbei, somit konnte von der Erde aus kein Transit beobachtet werden.

## Legende
Hinweis: Alle Zeiten sind in UTC angegeben.
- Datum: Das Datum ist ab dem Jahr 1582 im Gregorianischen Kalender angegeben, vor 1582 wird der bis dahin gebräuchliche Julianische Kalender verwendet. Bei Transiten, die sich über zwei Tage erstrecken, ist das Datum der Mitte des Transits (in UTC) genannt.

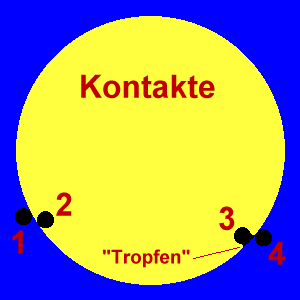
Das Schema der vier Kontakte

- Beginn: Der erste Kontakt der Venusscheibe mit der Sonne stellt den Beginn des Transits dar. Für alle Kontakte ist jeweils die Uhrzeit (UTC) angegeben
- II. Kontakt: Beim zweiten Kontakt steht die Scheibe des Planeten erstmals komplett vor der Sonne.
- Mitte: Als Mitte des Transits wird der Zeitpunkt bezeichnet, an dem der Transit den geringsten Abstand zum Sonnenmittelpunkt hat.
- III. Kontakt: Beim dritten Kontakt steht die Scheibe des Planeten letztmals komplett vor der Sonne, danach beginnt der Austritt der Scheibe.
- Ende: Das Ende des Transits wird auch als vierter Kontakt bezeichnet. Hier ist die Venus vollständig aus der Sonne ausgetreten.
- Minimaler Abstand zum Zentrum: Die minimale scheinbare Entfernung, die die Scheibe der Venus beim größten Transit vom Zentrum der Sonne hat. Der Abstand ist – wie bei astronomischen Beobachtungen üblich – in der scheinbarer Größe, gemessen in Winkelminuten- und sekunden, angegeben.
- Sichtbarkeitsgebiet: Das Gebiet, in dem der vollständige Transit sichtbar war. Zudem werden die Gebiete genannt, wo der Transit nur teilweise sichtbar war. Dabei war er entweder bei Sonnenaufgang zu sehen (nur das Ende des Transits war sichtbar) oder bei Sonnenuntergang (nur der Anfang war sichtbar).
- Quelle: Nennt eine Quelle für das Sichtbarkeitsgebiet. Dort findet sich jeweils eine Karte dieses Gebiets. Alle anderen Daten stammen von der Website der NASA (siehe unten).

## Liste
| Datum         | Beginn | II. Kontakt | Mitte | III. Kontakt | Ende  | Minimaler Abstand zum Zentrum | Sichtbarkeitsgebiet | Quelle |
| ------------- | ------ | ----------- | ----- | ------------ | ----- | ----------------------------- | --- | ------ |
| 24. Mai 1032  | 15:18  | 15:34       | 19:03 | 22:32        | 22:48 | 6′ 13,4″                      | Vollständig: Nord- und Mittelamerika, östlicher Pazifik, Grönland, Island, Nordasien Bei Sonnenaufgang: Ostasien, Australien, Ozeanien Bei Sonnenuntergang: Südamerika, Europa, Afrika                                        | [ 4 ]  |
| 22. Mai 1040  | 10:02  | 10:29       | 12:23 | 14:18        | 14:45 | 13′ 11,8″                     | Vollständig: Europa, Afrika, Westasien, Atlantik, Westen von Nord- und Südamerika Bei Sonnenaufgang: Mittelamerika, Osten von Nord- und Südamerika Bei Sonnenuntergang: Ost- und Südostasien                                  | [ 5 ]  |
| 23. Nov. 1153 | 16:45  | 17:01       | 20:38 | 00:15        | 00:31 | 5′ 7,6″                       | Vollständig: Polynesien, Südpazifik, Westküste Nordamerikas, Antarktis Bei Sonnenaufgang: Ostasien, Australien, östliche Ozeanien, Südalaska Bei Sonnenuntergang: Nord- und Südamerika, Atlantik, Westafrika                  | [ 6 ]  |
| 25. Mai 1275  | 19:00  | 19:17       | 22:37 | 01:57        | 02:14 | 7′ 24,9″                      | Vollständig: Nordwestamerika, Ozeanien, Nordostasien Bei Sonnenaufgang: Südasien, Australien, Westen der Ozeanien Bei Sonnenuntergang: Mittel- und Südamerika, Westeuropa                                                     | [ 7 ]  |
| 23. Mai 1283  | 13:04  | 13:27       | 15:44 | 18:01        | 18:25 | 12′ 13,6″                     | Vollständig: Amerika, Europa, Nordwestafrika Bei Sonnenaufgang: Ostpazifik Bei Sonnenuntergang: Süd- und Ostafrika, Arabien, Zentralasien                                                                                     | [ 8 ]  |
| 23. Nov. 1396 | 15:43  | 16:00       | 19:25 | 22:49        | 23:06 | 7′ 4,3″                       | Vollständig: Mittelamerika, Westen Nord- und Südamerikas, östlicher Pazifik, Antarktis Bei Sonnenaufgang: Japan, Australien und Ozeanien Bei Sonnenuntergang: Westafrika, östliches Nord- und Südamerika, Iberische Halbinsel | [ 9 ]  |
| 26. Mai 1518  | 22:28  | 22:45       | 01:56 | 05:06        | 05:24 | 8′ 25,3″                      | Vollständig: Australien, westliches Ozeanien, Nord- und Zentralasien, Alaska Bei Sonnenaufgang: Europa, östliches Afrika, Westasien Bei Sonnenuntergang: Ostpazifik, Nord- und Mittelamerika                                  | [ 10 ] |
| 23. Mai 1526  | 16:13  | 16:34       | 19:11 | 21:48        | 22:08 | 11′ 6,7″                      | Vollständig: Nord- und Mittelamerika, östlicher Pazifik, Grönland, Island, Nordasien Bei Sonnenaufgang: Ostasien, Australien, Ozeanien Bei Sonnenuntergang: östliches Südamerika, Europa, Afrika                              | [ 11 ] |
| 7. Dez. 1631  | 03:51  | 04:59       | 05:19 | 05:40        | 06:47 | 15′ 39,3″                     | Vollständig: Zentral- und Südasien, östliches Afrika, Australien, Antarktis Bei Sonnenaufgang: Zentralafrika Bei Sonnenuntergang: zentraler Pazifik                                                                           | [ 12 ] |
| 4. Dez. 1639  | 14:57  | 15:15       | 18:25 | 21:36        | 21:54 | 8′ 43,6″                      | Vollständig: zentrales Nordamerika, Mittel- und Südamerika, Antarktis Bei Sonnenaufgang: Australien, Ozeanien Bei Sonnenuntergang: Afrika, Westeuropa, Labrador-Halbinsel                                                     | [ 13 ] |
| 6. Juni 1761  | 02:02  | 02:20       | 05:19 | 08:18        | 08:37 | 9′ 30,4″                      | Vollständig: Asien, Skandinavien Bei Sonnenaufgang: Afrika, West- und Mitteleuropa Bei Sonnenuntergang: Ozeanien, Nordamerika                                                                                                 | [ 14 ] |
| 3. Juni 1769  | 19:15  | 19:34       | 22:25 | 01:16        | 01:35 | 10′ 9,3″                      | Vollständig: Nordamerika, Ozeanien, Nordostasien Bei Sonnenaufgang: Zentral- und Südasien, Australien Bei Sonnenuntergang: Mittel- und Südamerika, Großbritannien                                                             | [ 15 ] |
| 9. Dez. 1874  | 01:49  | 02:19       | 04:07 | 05:56        | 06:26 | 13′ 49,9″                     | Vollständig: Südostasien, China, Australien, westlicher Pazifik, Antarktis Bei Sonnenaufgang: Afrika, Zentralasien, Arabien Bei Sonnenuntergang: Polynesien, zentraler Pazifik                                                | [ 16 ] |
| 6. Dez. 1882  | 13:57  | 14:17       | 17:06 | 19:55        | 20:15 | 10′ 37,3″                     | Vollständig: Mittel- und Südamerika, Osten Nordamerikas, Antarktis Bei Sonnenaufgang: Ozeanien Bei Sonnenuntergang: Europa, Afrika                                                                                            | [ 17 ] |

- Venustransite zwischen 2001 und 3000, siehe: Liste der Venustransite des dritten Jahrtausends